# Дашкевичи
Дашкевичи (Дашковичи) (пол. Daszkiewicz, укр. Дашкевичі) — польские и галицкие шляхетские роды, а также русские дворянские роды литовского происхождения.
Один из них, герба Корибут, упоминается в 1476 г. К нему принадлежал Евстафий Дашкевич. С начала XVII в. Дашкевичи стали присоединять к своей фамилии приставку Корибут. Род Дашкевичей разделился на шесть ветвей, внесённых в VI и I части родословных книг Виленской, Волынской и Минской губерний.
Другой род Дашкевичей, герба Лелива, происходит от полковника польских войск Зенона Дашкевича (1713) и внесён в I часть родословной книги Витебской губернии.
В империи Габсбургов род Дашкевичей подтвердил своё шляхетское происхождение в королевстве Галиции и Лодомерии.

## Описание герба
В голубом поле золотой полумесяц, рогами вниз обращённый. Под ним золотая звезда о шести концах, а над полумесяцем крест с концами перекрещенными.
Щит увенчан дворянскими шлемом и короной. Намёт на щите голубой, подложенный золотом.